# Nuytsia floribunda
Nuytsia es un género monotípico de arbustos  parásitos que pertenecen a la familia Loranthaceae. Tiene una especie, Nuytsia floribunda, originaria de Australia Occidental.

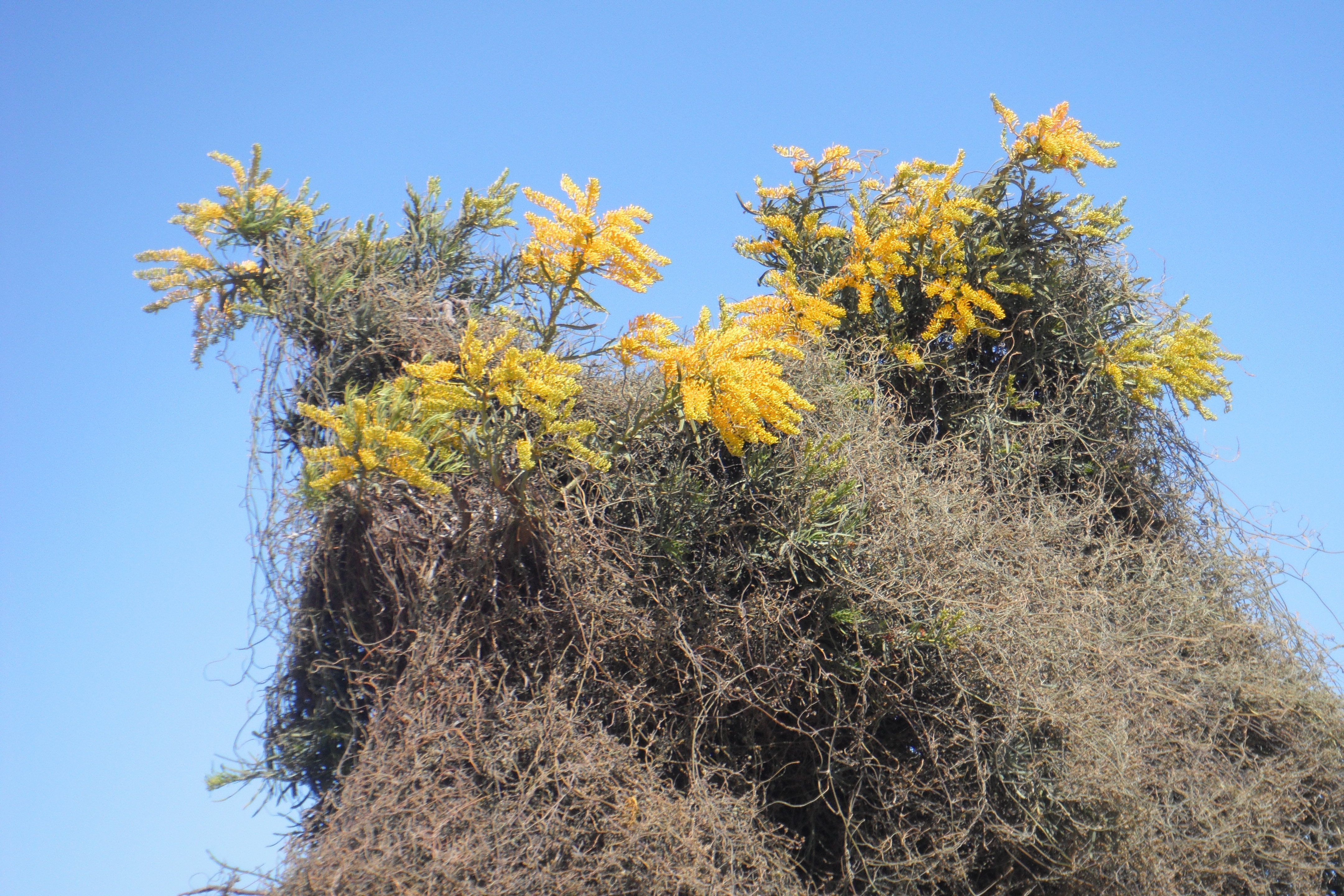
Flores

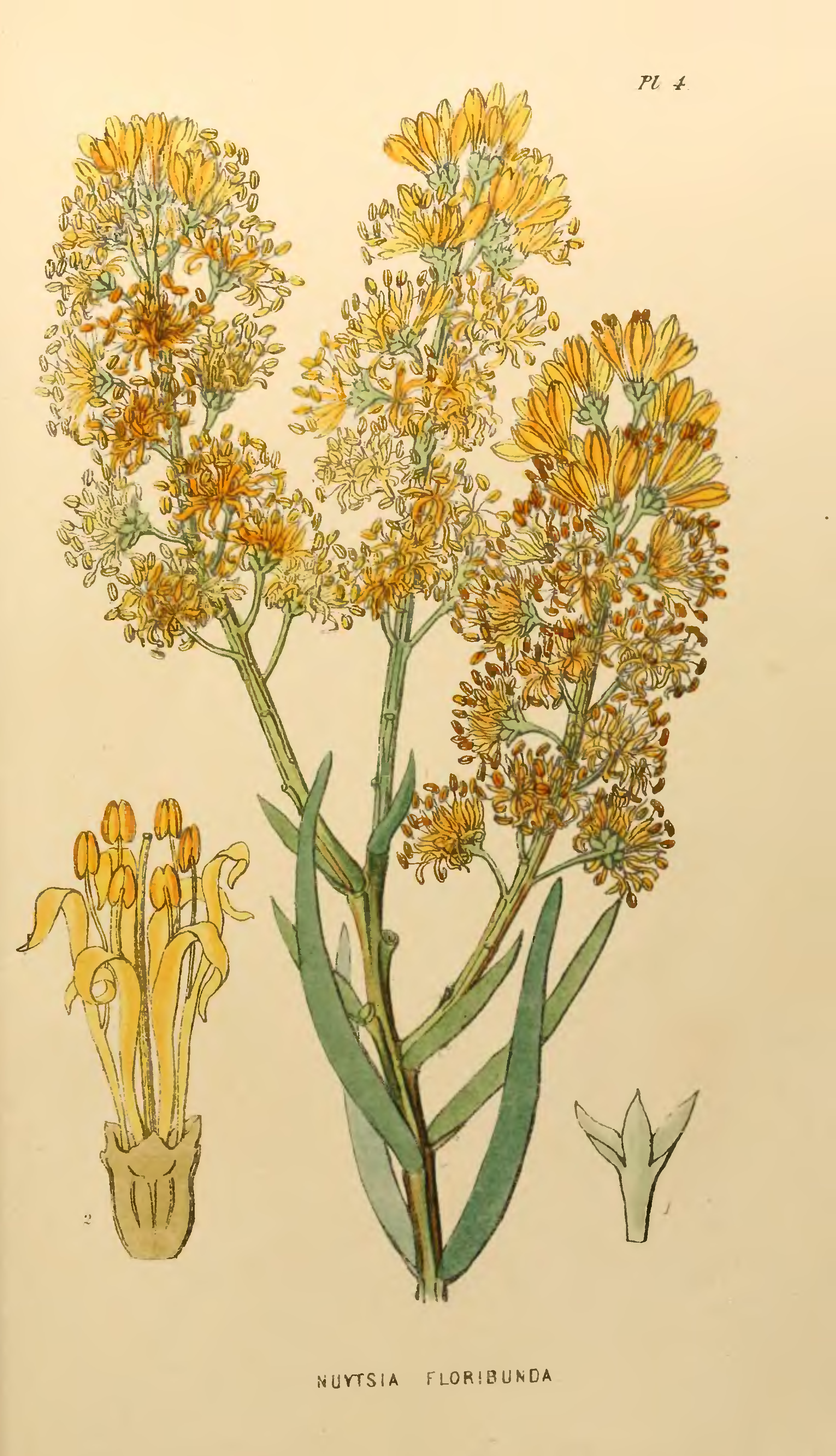
Ilustración

## Descripción
Es un árbol o arbusto, que alcanza un tamaño de 10 m de altura, con raíces parásitas; corteza áspera, gris-marrón. las flores de color amarillo-naranja se producen en octubre-diciembre o enero en suelos de arena blanca, gris o amarillo, margas arenosas, arena con grava sobre arcilla, granito, laterita, piedra caliza, en arenales, pendientes y en base de los afloramientos rocosos.

## Taxonomía
Nuytsia floribunda fue descrito por (Labill.) R.Br. ex G.Don  y publicado en A General History of Dichlamydeous Plants 3: 432   1834.
Sinonimia
- Loranthus floribundus Labill.[3]